# Linia kolejowa Choceň – Litomyšl
Linia kolejowa Choceň – Litomyšl – jednotorowa, niezelektryfikowana regionalna linia kolejowa w Czechach. Łączy Choceň i Litomyšl. W całości znajduje się w kraju pardubickim.